# Estação Ezbet El-Nakhl
Ezbet El-Nakhl (em árabe: عزبة النخل) é uma estação da Linha 1 do metro do Cairo localizada no distrito do Cairo. Foi inaugurada em 1989 quando entrou em operação a primeira expansão do Metro do Cairo.

## Localização
Ezbet El Nakhl é um distrito na região norte do Grande Cairo, a leste do rio Nilo. O distrito é separado pela estação de metrô em duas regiões, Leste Ezbet El Nakhl e Oeste Ezbet El Nakhl. 

## Tráfego
A estação Ezbet El Nakhl é a mais movimentada em número de passageiros do Metro do Cariro segundo estudo conduzido pela Agência de Cooperação Internacional do Japão (JICA} em 2010. Pelos registros passavam pelo local 103 188 passageiros por dia útil.